# Mare delle verità
Mare delle verità pubblicato nel 2006, è il quattordicesimo romanzo di Andrea De Carlo. 

## Trama
In un giorno nevoso il protagonista riceve una telefonata dal fratello, un politico che vive a Roma, il quale lo informa che il loro padre, un famoso virologo, è morto. L'uomo si precipita a Roma, dove scopre di essere il depositario di un segreto con implicazioni vaste e inquietanti. Si tratta di un memoriale, che il padre aveva ricevuto da un cardinale morto, e che però sembra sparito nel nulla. 